# Johnny Canuck
Johnny Canuck és un llenyataire de ficció i una personificació nacional del Canadà. Va aparèixer per primera vegada en els primers dibuixos polítics que dataven de 1869 on va ser retratat com un cosí més jove de l'oncle Sam dels Estats Units i del britànic John Bull. Vestit d'habitant, granger, llenyataire, ramader o soldat, es caracteritzava per ser saludable i senzill i sovint es representava resistint l'assetjament de John Bull o l'oncle Sam. Va aparèixer regularment en caricatures editorials durant 30 anys abans de disminuir l'ús a principis del segle xx.

## Heroi de còmic
El personatge de Johnny Canuck va ressorgir durant la Segona Guerra Mundial al número 1 de Dime Comics de Bell Features el febrer de 1942. En el còmic el personatge es representa com un home fort amb capa que protegeix als canadencs de l'amenaça nazi. Les vendes varen disminuir després de la guerra, però el 1975 es va presentar una altra versió del personatge, en aquest cas el Capità Canuk, un superheroi que substituïa l'heroi. Anava vestit amb malles vermelles, una fulla d'auró vermella al front i roba interior electrotèrmica per tal de conservar la temperatura corporal.

## Vancouver Canucks
A mitjans del segle xx, els Vancouver Canucks, un important equip professional d'hoquei sobre gel de la Pacific Coast Hockey League i més tard de la Western Hockey League, van utilitzar un personatge de llenyataire inspirat en el logotip dels equips d'hoquei sènior de Dawson Creek BC.
A mitjans de la dècada de 1990, Harold Berndt, l'antic director de màrqueting i subdirector general dels New Westminster Bruins de la Western Hockey League, va visitar el BC Sports Hall of Fame. Va obtenir una foto del logotip de la dècada de 1950, originalment inspirada en un equip de Dawson Creek BC, i als anys 60 havia començat a ser referit pels fans com "Johnny Canuck". Va crear el primer redisseny important i una campanya perquè "Johnny Canuck" es convertís en el nou logotip del Vancouver Canuck, Berndt va llançar el seu redisseny de logotip a Internet el desembre de 1996 defensant que "Johnny Canuck" seria el millor. nou logotip per als Vancouver Canucks.
L'octubre de 1999, Kevin Sander va sol·licitar un logotip de "Johnny Canuck" com a marca registrada i posteriorment va vendre una versió modificada similar als Canuck.
El 2006, una màscara de porter d'inspiració vintage que portava el porter dels Canucks, Roberto Luongo, presentava el logotip d'estil anterior "Johnny Canuck". La temporada següent, la nova màscara de Luongo va tornar a presentar un "Johnny Canuck", però més destacat que el seu disseny anterior. A partir de 2008–09, els Canucks van introduir "Johnny Canuck" a l'espatlla de la seva tercera samarreta.
El juliol de 2021, l'organització Canucks NHL va anunciar que el seu logotip "Johnny Canuck" es convertiria en el logotip del seu nou equip agrícola AHL, els Abbotsford Canucks, a Abbotsford, Colúmbia Britànica.[
L'octubre de 2022, els Canuck van revelar la seva samarreta retro inversa que presentava Johnny Canuck com a logotip.

## Obra teatral de Ken Gass
El 1974, el Toronto's Factory Theatre va posar en escena una obra basada en el personatge de Johnny Canuck, escrita per Ken Gass i titulada "Hurray for Johnny Canuck".